# Jaume Cabré
Pour les articles homonymes, voir Cabré (homonymie).
 (mai 2020).
Jaume Cabré i Fabré, né le 30 avril 1947 à Barcelone, est un philologue, écrivain et scénariste espagnol d'expression catalane.

## Biographie
Licencié en philologie catalane à l'Université de Barcelone, professeur certifié en dispense d'activité et enseignant à l'Université de Lleida, membre de la section philologique de l'Institut d'Estudis Catalans.
Il a combiné pendant de nombreuses années l'écriture et l'enseignement. Il a également travaillé à l'écriture de scénarios pour la télévision et le cinéma. En compagnie de Joaquim Maria Puyal, il fut le créateur et le scénariste des premières séries télévisées catalanes : La Granja (1989-1992), qui fut suivi par d'autres titres tels que Estació d'Enllaç (1994-1998) et Crims (2000) ainsi que les téléfilms La dama blanca (1987), Nines russes (2003) et Sara (2003). Il a par ailleurs écrit le script des films d'Antoni Verdaguer, La teranyina (1990), inspiré de son propre roman et Havanera (1993), en coopération avec Jaume Fuster, Vicenç Villatoro et Antoni Verdaguer.

## Son œuvre littéraire

### Les débuts
Il commence par écrire des recueils de nouvelles telles que Faules de mal desar (1974) et Toquen a morts (1977).
Son premier roman, Galceran l'heroi de la guerra negra (1978), introduit les sujets récurrents de son œuvre qui sont le pouvoir et la condition humaine. Le personnage du bandit Jaume Galceran, plein de contradictions, est représenté comme un héros malgré lui pendant la guerre des Matiners ou Deuxième guerre carliste (1846-1849).
Dans son second roman, Carn d'olla (1978), apparaît un personnage totalement différent puisqu'il s’agit de na Barringa Barranga, une ex-prostituée qui s'est constitué un réseau de relations dans le quartier barcelonais de Sant Antoni.
Dans El mirall i l'ombra (1980) apparaît pour la première fois la musique ainsi que d'une certaine façon, la réflexion sur la valeur de la création artistique, qui deviendront des thèmes récurrents de son œuvre.
En 1980, il publie une œuvre de littérature enfantine, le roman La història que en Roc Pons no coneixia et un an plus tard, la nouvelle El blauet.

### La consolidation
En 1984 et 1985 paraissent les trois titres qui vont constituer le Cycle de Feixes auxquels il travaillait déjà depuis de nombreuses années. En 1984 paraît La teranyina, une histoire qui se déroule pendant la Semaine tragique (1909) et qui narre les vicissitudes de cette période non pas à Barcelone mais à Feixes, établissant ainsi une corrélation littéraire avec la ville de Terrassa. Le combat pour le pouvoir politique, économique et familial transparaît dans le comportement de nombreux personnages de la famille Rigau et dans celui d'autres personnages présents dans ce roman.
La même année 1984 voit la publication de Fra Junoy o l'agonia dels sons, un roman à la gestation lente comme tous les romans publiés par Cabré à partir de cette période, dans lequel en plus des arcanes du monde ecclésiastique de Feixes et du monastère de Sant Carles de la Ràpita, dont le protagoniste incarné par le moine est le confesseur, la musique joue un rôle primordial. Certains des personnages de La teranyina, ainsi que le monde de Feixes, sont présents dans ce roman qui constitue d'une certaine manière son prolongement. Cet ouvrage met en vedette le personnage de Fra Junoy, une victime de ceux qui détiennent le pouvoir de manipuler.
En 1985 est publiée la nouvelle Luvowski o la desraó, qui représente la dernière étape pour les personnages et les familles qui ont vécu dans les deux précédents romans. L'histoire a été publiée dans un récit intitulé Llibre de preludis, où la musique tient une place encore plus importante qu'auparavant.
En 1984, il publie son deuxième livre pour enfant, L'home de Sau.

### La maturité
En 1991 parait Senyoria (ca), un roman portant sur la corruption judiciaire qui émane du pouvoir absolu, situé dans la Barcelone de la fin du XVIIIe siècle. Si, avec Fra Junoy, il dépeint une victime, il dépeint maintenant avec don Rafel Massó, régent civil de l'Audience Royale de Barcelone, le personnage du bourreau à travers ses craintes et son égoïsme.
L'ombra de l'eunuc (1996) est un roman qui rend compte des dernières années du franquisme, de la transition démocratique espagnole et des années suivantes du point de vue de l'auteur, personnifié par Miquel Gensana, le principal protagoniste. Il s'agit en même temps d'un roman de réflexion sur la création artistique et plus particulièrement, sur la création musicale. La structure du roman est basée sur la structure du Concerto pour violon et orchestre d'Alban Berg. Il a été publié en France en 2006, dans une traduction de Bernard Lesfargues, par les éditions Christian Bourgois sous le titre L'Ombre de l'eunuque.
Tandis qu'il commence à travailler sur le roman suivant, il se permet une incursion dans d'autres genres littéraires. En 1999, il publie El sentit de la ficció, un essai sur la création littéraire, sur l'écriture et sur le processus créatif de l'écrivain.
En 2000 s'opère un retour au récit avec Viatge d'hivern, composé de 14 histoires subtilement liées entre elles. Le lecteur n'a de cesse de découvrir ces relations à mesure qu'il progresse dans sa lecture même si chaque histoire se situe dans des lieux et des périodes très différents. Cet ouvrage est un regard sur une Europe que nous n'avons pas été capables de construire.
L'année suivante, 2001, il publie et joue pour la première fois au
Théâtre national de Catalogne, l'œuvre théâtrale Pluja seca, portant sur le thème de la falsification de la mémoire historique et sur le fait que ce soient les vainqueurs qui écrivent l'histoire. La pièce débute dans le château de Peníscola, converti en tribunal papal (authentique pour eux, schismatique pour Rome) le jour où Benoît XIII meurt et que le Sacré Collège ou Collège des cardinaux, alors décimé, décide de nommer un successeur qui soit considéré comme un antipape par Rome.
Les Voix du Pamano paraît en 2004. Ce roman commence dans le petit village de Pallars Sobirà dans les années quarante et continue jusqu'à nos jours. Celui-ci met en scène un ensemble de personnages comme les deux maîtres d'école, Oriol Fontelles et Tina Bros, ou le personnage féminin de Elisenda Vilabrú. La mémoire historique, l'impossibilité du pardon et la peur de l'oubli sont certains des thèmes qui apparaissent dans ce roman.
Jo confesso (2011), publié en France en 2013 par les éditions Actes-Sud sous le titre Confiteor, prolonge et amplifie magistralement cette réflexion.
En 2005, il publie un second essai : La matèria de l'esperit portant sur la lecture littéraire.
En 2020, Actes-Sud a publié le recueil de nouvelles Quand arrive la pénombre dans une traduction d'Edmond Raillard (Quan arriba la penombra, ed. Proa. Barcelona, 2017). Tout comme Voyage d'hiver, les histoires qui composent ce recueil sont liées entre elles par un fil rouge : ici l'instrumentalisation du mal et la noirceur de l'âme sont décortiquées.[réf. nécessaire]

## Œuvres

### Récits
- Faules de mal desar (Ed. Selecta. Barcelone, 1974).
- Toquen a morts (Ed. La Magrana. Barcelone, 1977).
- Tarda lliure (1981) (Premi “Recull”, 1980).
- Llibre de preludis (Edicions 62, Barcelone, 1985). Ed. Proa. B, 2002.
- Viatge d’hivern (Ed. Proa. Barcelone, 2000).

### Romans
- Galceran, l’heroi de la guerra negra (Ed. Proa, Barcelona).
- Carn d’olla (Ed. Moll. Mallorca, 1978). Ed. Proa, B 1999).
- El mirall i l’ombra (Ed. Laia, Barcelona, 1980).
- La teranyina (Edicions Proa, Barcelona, 1984).
- Fra Junoy o l’agonia dels sons (Ed. 62, B. 1984) Ed. Proa, B. 1998.
- Senyoria (1991) (Editorial Proa, Barcelona). En français : Sa Seigneurie (Trad: Bernard Lesfargues) (Christian Bourgois Éditeur. Paris, 2004).
- El llibre de Feixes (La trilogia de Feixes) (Ed. Proa. Barcelona, 1996).
- L’ombra de l’eunuc (Ed. Proa, Barcelona, 1996) — Prix Lletra d'Or 1997. En français : L'Ombre de l'eunuque (trad: Bernard Lesfargues) Christian Bourgois Éditeur, 2006.
- Les veus del Pamano (Ed. Proa, Barcelona, 2004). En français : Les Voix du Pamano (trad: Bernard Lesfargues), Christian Bourgois Éditeur. Paris, 2009.
- Jo confesso (Ed. Proa, Barcelona, 2011). En français : Confiteor (trad: Edmond Raillard), Actes Sud. Arles, 2013, 784 pages  (ISBN 978-2-33-0022-26-6)

### Recueils de nouvelles
- Viatge d’hivern (Ed. Proa. Barcelona, 2000) ; Voyage d’hiver (14 nouvelles, trad: Edmond Raillard), Actes Sud, Arles, 2017, 294 pages  (ISBN 978-2-330-07317-6).
- Quan arriba la penombra (Ed. Proa. Barcelona, 2017) ; Quand arrive la pénombre (trad : Edmond Raillard), Actes Sud, Arles, janvier 2020, 272 pages  (ISBN 978-2-330-13044-2).

### Essais
- El sentit de la ficció (Ed. Proa. Barcelona, 1999).
- La matèria de l’esperit (Ed. Proa. Barcelona 2005).
- Las incerteses (Ed. Proa. Barcelona 2015).

### Théâtre
- Pluja seca (Ed. Proa-TNC. Barcelona, gener de 2001).

### Romans et contes pour enfants
- La història que en Roc Pons no coneixia (Ed. La Galera. B. 1980).
- L’any del blauet (Ed. Barcanova, Barcelona 1981).
- L’home de Sau (Ed. La Galera, Barcelona, 1985).

### Scénarios
- La dama blanca, téléfilm, 1987.
- La teranyina, radio, 1988.
- Fins que la mort ens separi, radio, 1989.
- La granja, série télévisée, 1989-1992.
- La teranyina, film, 1990.
- Havanera, film, 1993.
- Estació d’enllaç, série télévisée, 1994-1998.
- Crims, série télévisée, 2000.
- Nines russes, téléfilm, 2003.
- Sara, téléfilm, 2003.

### Œuvres traduites
- Senyoria — traduit en espagnol, hongrois, roumain, galicien, portugais, albanais, italien, ainsi qu'en français sous le titre Sa Seigneurie (traduit par Bernard Lesfargues) (Christian Bourgois Éditeur. Paris, 2004).
- L'ombra de l'eunuc — traduit en hongrois, roumain, slovène, italien, allemand, ainsi qu'en français sous le titre L'Ombre de l'eunuque (traduit par Bernard Lesfargues) Christian Bourgois Éditeur, 2006.
- Les veus del Pamano — traduit en hongrois, espagnol, allemand, néerlandais, italien, portugais, roumain, grec, norvégien, slovène, croate, serbe, polonais, ainsi qu'en français sous le titre Les voix du Pamano (traduit par Bernard Lesfargues), Christian Bourgois Éditeur. Paris, 2009.
- Fra Junoy o l'agonia dels sons — traduit en espagnol et en hongrois.
- La teranyina — traduit en espagnol, ainsi qu'en français sous le titre La toile d'araignée (traduit par Patrick Gifreu) Editions Du Chiendent 1985.
- Llibre de preludis — traduit en espagnol.
- L'home de Sau (livre pour enfant) — traduit en espagnol.
- La història que en Roc Pons no coneixia (livre pour enfant) — traduit en espagnol.
- Jo confesso — traduit en espagnol, allemand, italien, néerlandais, polonais, albanais, danois, norvégien, anglais, hongrois, russe, ainsi qu'en français sous le titre Confiteor (traduit par Edmond Raillard), Actes Sud. Arles, 2013, 780 pages  (ISBN 978-2-3300-2226-6).
- Quan arriba la penombra — traduit en espagnol.

## Prix littéraires
- Fastenrath, 1980. Carn d'olla
- Recull, 1980. Tarda lliure

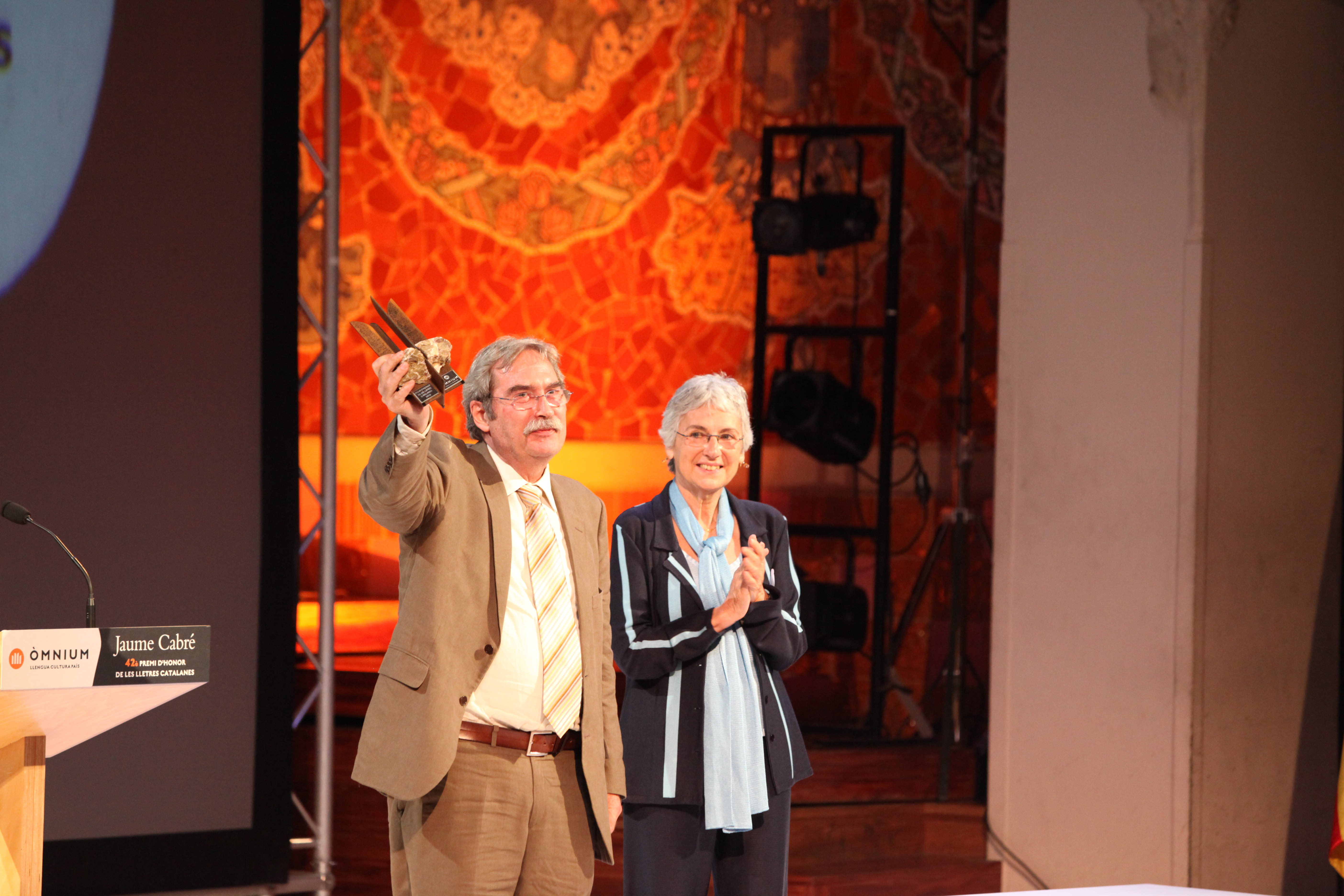
Jaume Cabré et Muriel Casals, Palau de la Música Catalana.

- Prix Sant Jordi du roman, 1983. La teranyina
- Prudenci Bertrana, 1983. Fra Junoy o l'agonia dels sons
- Prix de la critique Serra d'Or, 1985. Fra Junoy o l'agonia dels sons
- Prix Crítica Catalana, 1985. Fra Junoy o l'agonia dels sons
- Crexells, 1991.
- Lecteurs de El Temps. Senyoria
- Prudenci Bertrana, 1992. Senyoria
- Prix de la critique Serra d'Or, 1992. Senyoria
- Prix Crítica Catalana, 1992. Senyoria
- Prix Méditerranée 2004 Meilleur roman étranger. Sa Seigneurie
- Premi Nacional de Literatura, 1992. La granja
- Prix Crítica Catalana, 1997. L'ombra de l'eunuc
- Prix de la critique Serra d'Or, 1997. L'ombra de l'eunuc
- Lletra d'Or, 1997. L'ombra de l'eunuc
- Fundació Enciclopèdia Catalana, 1999. Viatge d'hivern
- Prix de la critique Serra d'Or, 2001. Viatge d'hivern
- Prix des écrivains catalans, 2003
- Prix Crítica Catalana, 2005. Les veus del Pamano
- Prix d'Honor de les Lletres Catalanes, 2010
- Prix de la critique Serra d'Or, 2012. Jo confesso
- Prix Courrier international du meilleur roman étranger, 2013. Confiteor[6]
- Prix Jean Morer 2014 des Vendanges Littéraires de Rivesaltes. Confiteor[7]

## Distinctions
- Creu de Sant Jordi (2014)